# Gerichtsstein
Ein Gerichtsstein ist ein Stein, welcher nach altgermanischem Recht die Grenze eines städtischen, klösterlichen oder herrschaftlichen Gerichtsbezirks, insbesondere der Blutgerichtsbarkeit kennzeichnen konnte. Hat er die Form eines Kreuzes, wird er in der Rechtsarchäologie als Gerichtskreuz bezeichnet. In seiner Ausgestaltung als Gerichtstisch diente er auch als Gerichts-, Mal-, Ding- oder Thingstätte. Regional werden Gerichtssteine auch als Blaue Steine bezeichnet.

## Allgemein
Gerichtssteine gehören heute zu den Rechtsdenkmalen und stehen häufig unter Denkmalschutz. Innerhalb dieser Gruppe der Rechtsdenkmale ist „Gerichtsstein“ der Oberbegriff für zahlreiche Kleindenkmale. Grundsätzlich unterschieden wird zwischen Grenzsteinen von Gerichtsbezirken (z. B. Malsteine, Blaue Steine) und Steinen, die eine Gerichtsstätte markierten (z. B. Bauernsteine, Thiesteine, Angersteine). Nur teilweise zu den Gerichtssteinen gehören Nagelsteine, da sie als nicht ausreichend erforscht gelten. Sie dienten zwar teilweise als Gerichtsstätte, ob dies aber offiziellen Charakter hatte, ist nicht endgültig geklärt. In den Grenzbereich der Gerichtssteine zählen Steine, die Richtstätten markierten (z. B. Rabensteine), Steine, an denen Strafurteile vollstreckt wurden (z. B. Prangerstein, Schandpfahl) oder auch Steine, die als gerichtlich verordnete Sühnemaßnahme errichtet wurden (z. B. Sühnekreuze, Sühnesteine, Kreuzsteine, seltener auch Mordsteine/-kreuze). Diese allein mit Gerichtsurteilen verbundenen Steinformen sind daher von den eigentlichen Gerichtssteinen zu unterscheiden.
Im Laufe der Zeit haben sich nicht nur durch sprachliche Ungenauigkeit, sondern auch durch einen Funktionswandel ein und desselben Gerichtssteins die unterschiedlichen Bedeutungen miteinander vermischt. Welche Bedeutung diesen unterschiedlichen Denkmalgruppen jeweils zukommt, ist durch Erforschung der regionalen Geschichte zu ermitteln.
Gerichtssteine sind nicht mit den äußerlich sehr ähnlichen Rug- oder Ruhsteinen zu verwechseln, deren Errichtungsgrund ein gänzlich anderer war.
Die Gerichtsstätten des Mittelalters unterschieden sich im Wesentlichen in die der Blutgerichtsbarkeit und der niederen Gerichtsbarkeit. Unterhalb dieser gab es teilweise noch eine dritte Instanz, die sich auf die lokale Verhandlung leichterer Vergehen wie Felddiebstahl oder Gotteslästerung beschränkte. Besonders diese Dorfgerichtsbarkeit hat in einigen Regionen viele Steinsetzungen nach sich gezogen, da sie mit der Versammlung der Gemeinde zur Gerichtsversammlung verbunden waren. Häufig stellte sich der Bauermeister auf den zentralen Stein (Tisch), um so auch optisch den Mittelpunkt der Gerichtsversammlung darzustellen. Dort wo weitere Steine den Gerichtsstein umgaben, waren diese Bänke für die Nachbarn gedacht, also für die an der Rechtsprechung beteiligten Gemeindemitglieder. Die oberen Gerichtsbarkeiten verfügten hingegen häufig über eigene Baulichkeiten (z. B. Spielhaus) oder fanden auf markanten Geländepunkten (z. B. Grabhügel, Klippen) statt. Viele Gerichtsplätze waren zudem durch einen Gerichtsbaum markiert.

## Bezeichnungen

### Steine der Dorfgerichtsstätten
Während man in Teilen Norddeutschlands (insbesondere Niedersachsen, nördliches Sachsen-Anhalt) von Thiesteinen spricht, nennt man sie in Mitteldeutschland (Süden Sachsen-Anhalts, Teile Hessens, Nordsachsens und Westfalens) zumeist Bauernstein. Es handelt sich hierbei jeweils um einen gewählten Oberbegriff, der auf den Platz (Thie) bzw. den Bauermeister Bezug nimmt. Im südlichen Sachsen-Anhalt, wo mittlerweile über 100 solcher Steinsetzungen nachgewiesen wurden, finden sich auch die Bezeichnungen Gerichtsstein (Berga), Rügestein (Preußlitz), Verkündstein, Kaufstein (Bucha), Schenkstein (Mittelhausen, Oberröblingen/Helme), Gemeindestein (Ockendorf) und Lindenstein (Thürungen, Sandersdorf). Weitere bekannte Bezeichnungen sind Schulzenstein (Görsbach, Landkreis Nordhausen in Thüringen), Dorfstein (Noßwitz, Landkreis Mittelsachsen, Sachsen), Angertisch (Eichsfeld) oder Ratsstein (Altenhasungen, Landkreis Kassel in Hessen). Diese Namen erklären sich aus den verschiedenen Funktionen, die solche Steine hatten (Verkündung von Entscheidungen, Versammlungsplatz des Gemeinderates/Dorfes, Ort, an dem Rügen ausgesprochen wurden) bzw. stellen Standortbezeichnungen dar (unter der Linde, bei der Schenke, auf dem Anger).
In Teilen Nordrhein-Westfalens lässt sich die Bezeichnung Verkündstein – neben der als Bauernstein – häufiger nachweisen, etwa im Raum Osnabrück in Lengerich, Lienen oder Ladbergen. Der „Rohrauer Gerichts- oder Verkündstein“ ist hingegen einzigartig in ganz Niederösterreich. Nicht eindeutig Dorfgerichtsstätten zuzuordnen ist die Bezeichnung als Steinerner Tisch. So handelt sich in Dimbach vermutlich um ein Dorfgericht, wenngleich sich dieses nicht im heutigen Ort befindet, in Mallinden vermutet man hingegen die ehemalige Gerichtsstätte der Mark Dorla, also einen Gerichtsplatz, der nicht zur Dorfgerichtsbarkeit gehörte.

### Steine der höheren Gerichtsbarkeit
Steine auf Thingplätzen dienten meist eher der Umhegung des Gerichtsplatzes. Da teilweise verschiedene Gerichte an derselben Stelle tagten, ist eine klare Trennung nicht immer möglich. So ist nicht genau ermittelt, welche Art von Gerichtsstelle der Wittekindstein markierte. Ähnliches gilt z. B. für den Laager Gerichtsstein in Südtirol. Neben der Mallinde in Berka vor dem Hainich befindet sich der Malstein, an dem die Thüringer Landgrafen Gericht hielten. Die Bedeutung dieser Stätte findet auch darin Ausdruck, dass sie auf dem Ortswappen abgebildet ist.
Darüber hinaus gab es die Sonderform der sogenannten Freistühle, etwa den Oberfreistuhl Arnsberg, den Femegerichtsstuhl in Lüdinghausen oder den Freistuhl unter der Femlinde in Dortmund, die ebenfalls mit Steinen markiert sind/waren und der Femegerichtsbarkeit dienten. An der Stelle der einstigen Steine befinden sich dort teilweise ihnen nachempfundene Denkmäler.

## Beispiele
Der Ort Stein (Mittelfranken) wurde 1227 als „landriht zv dem Staine“ (= das Landgericht zu Stein) erstmals urkundlich erwähnt. Der Ortsname leitet sich wohl von einem Gerichtsstein ab, an dem Gerichtssitzungen abgehalten wurden. Der Name des Ortes Breitenstein (Südharz) wird ebenfalls auf einen Gerichtsstein zurückgeführt.

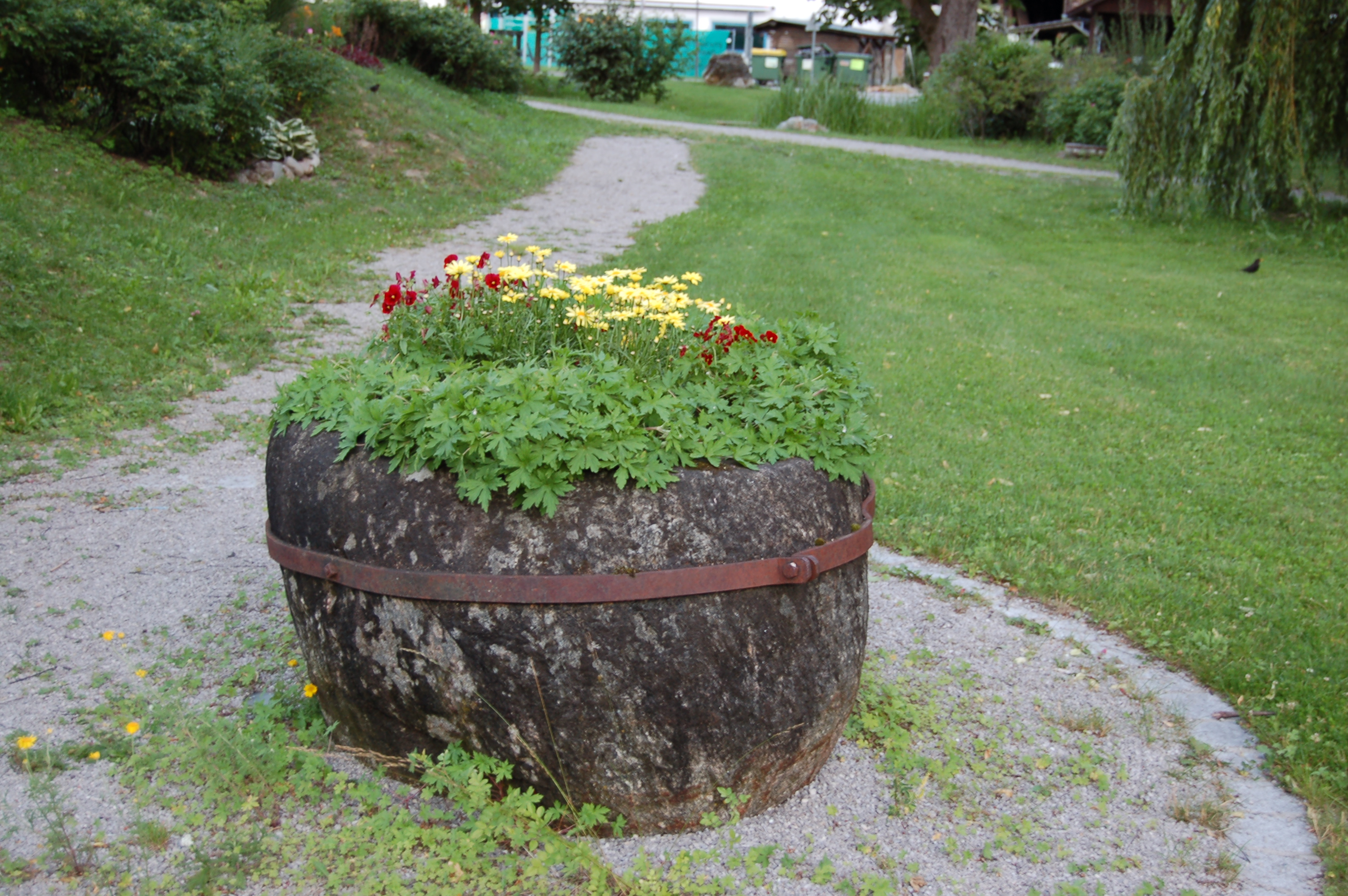
Gerichtsstein in der Gemeinde Amlach (Tirol)
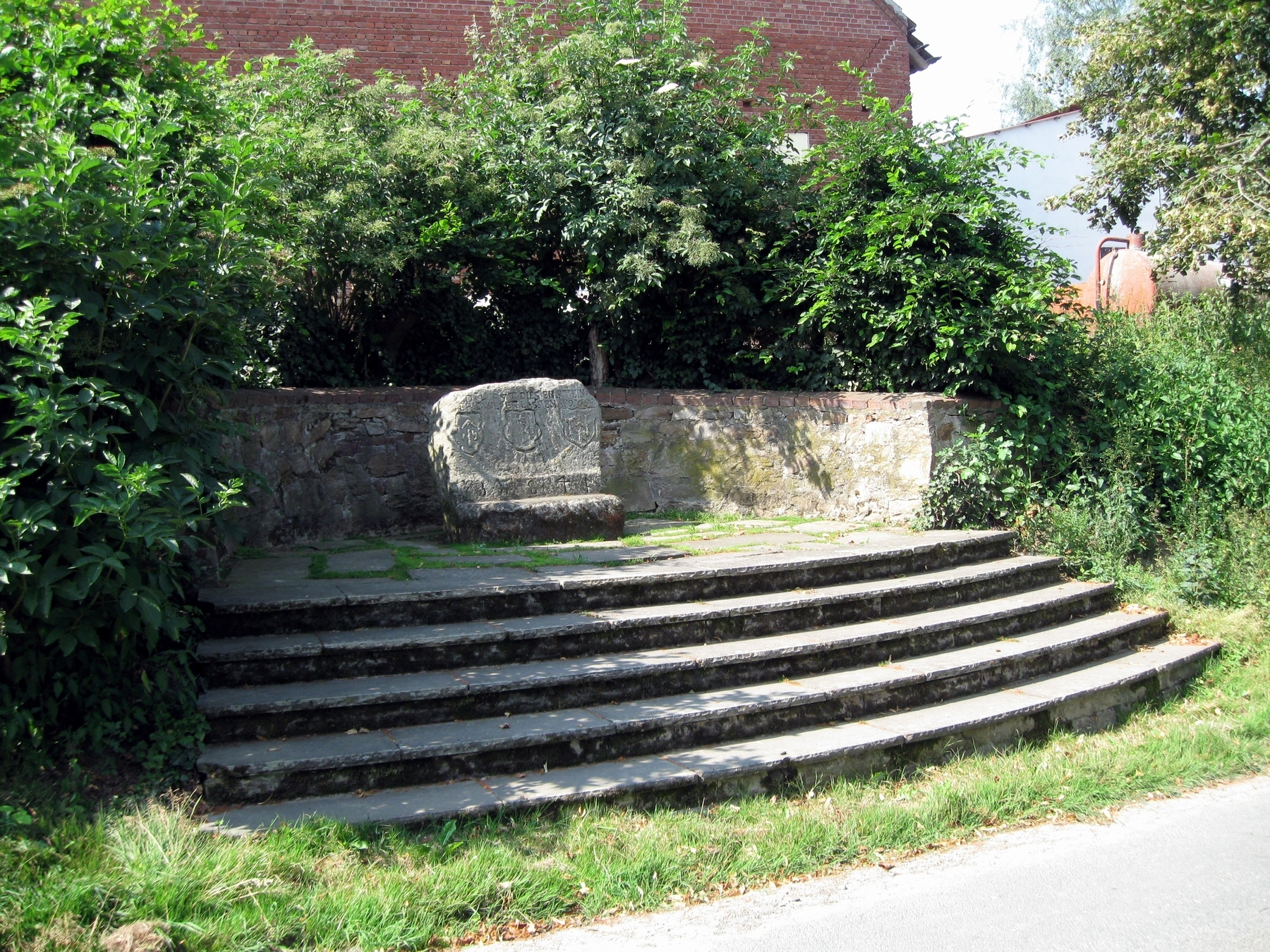
Wittekindstein Exter
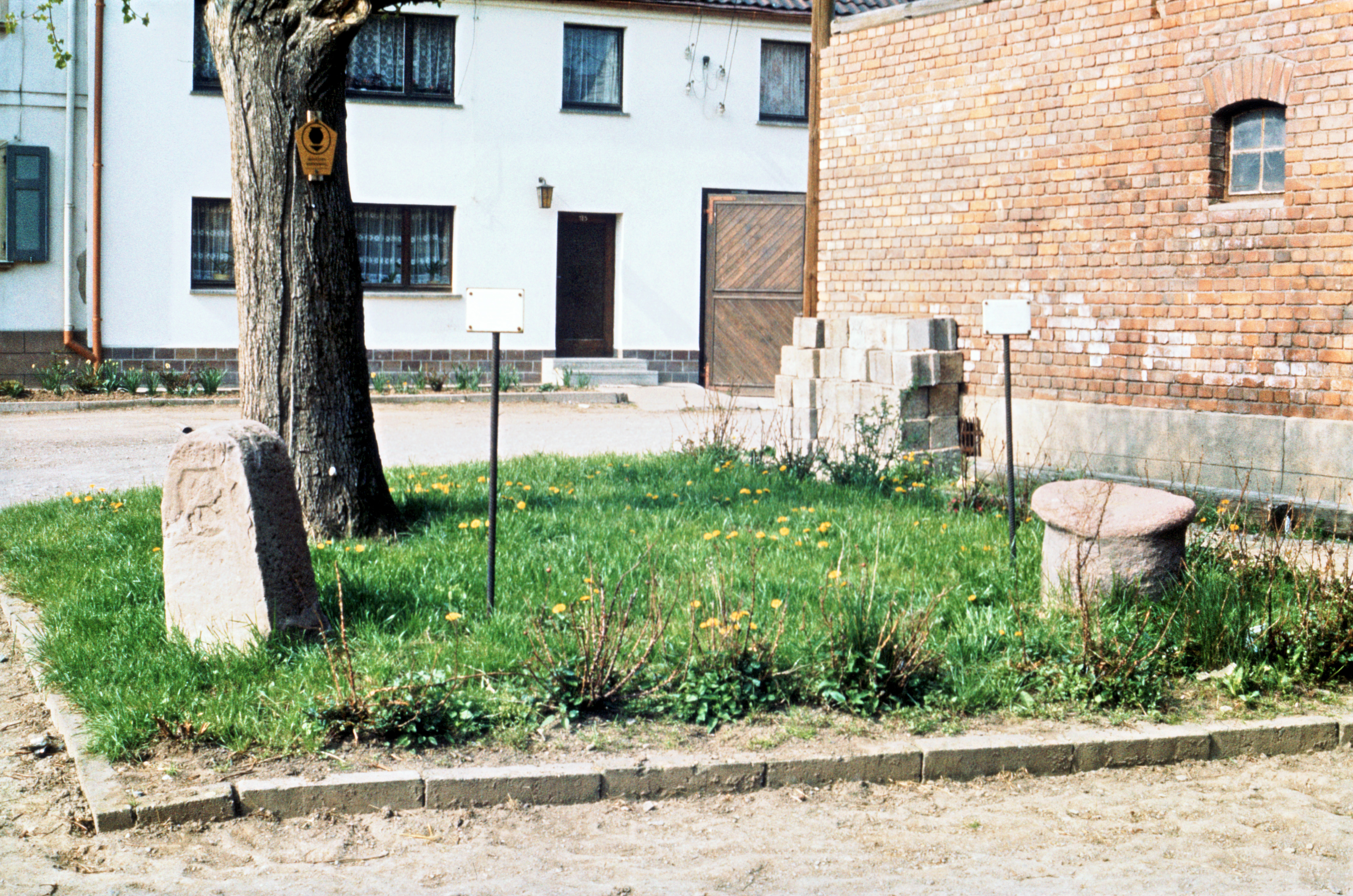
Schulzenstein (rechts) in Görsbach
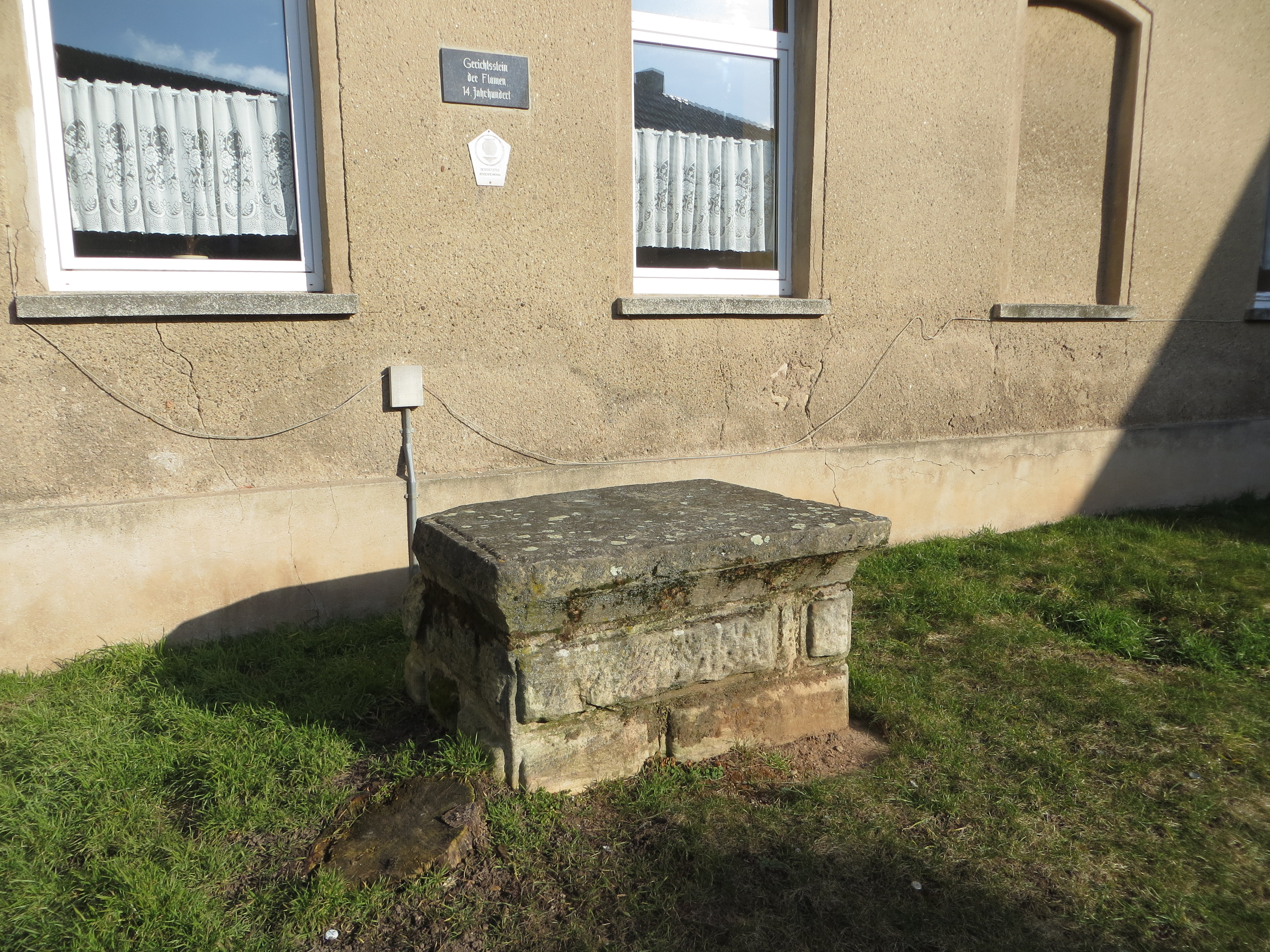
Gerichtsstein der Flamen in Oberröblingen (Helme)
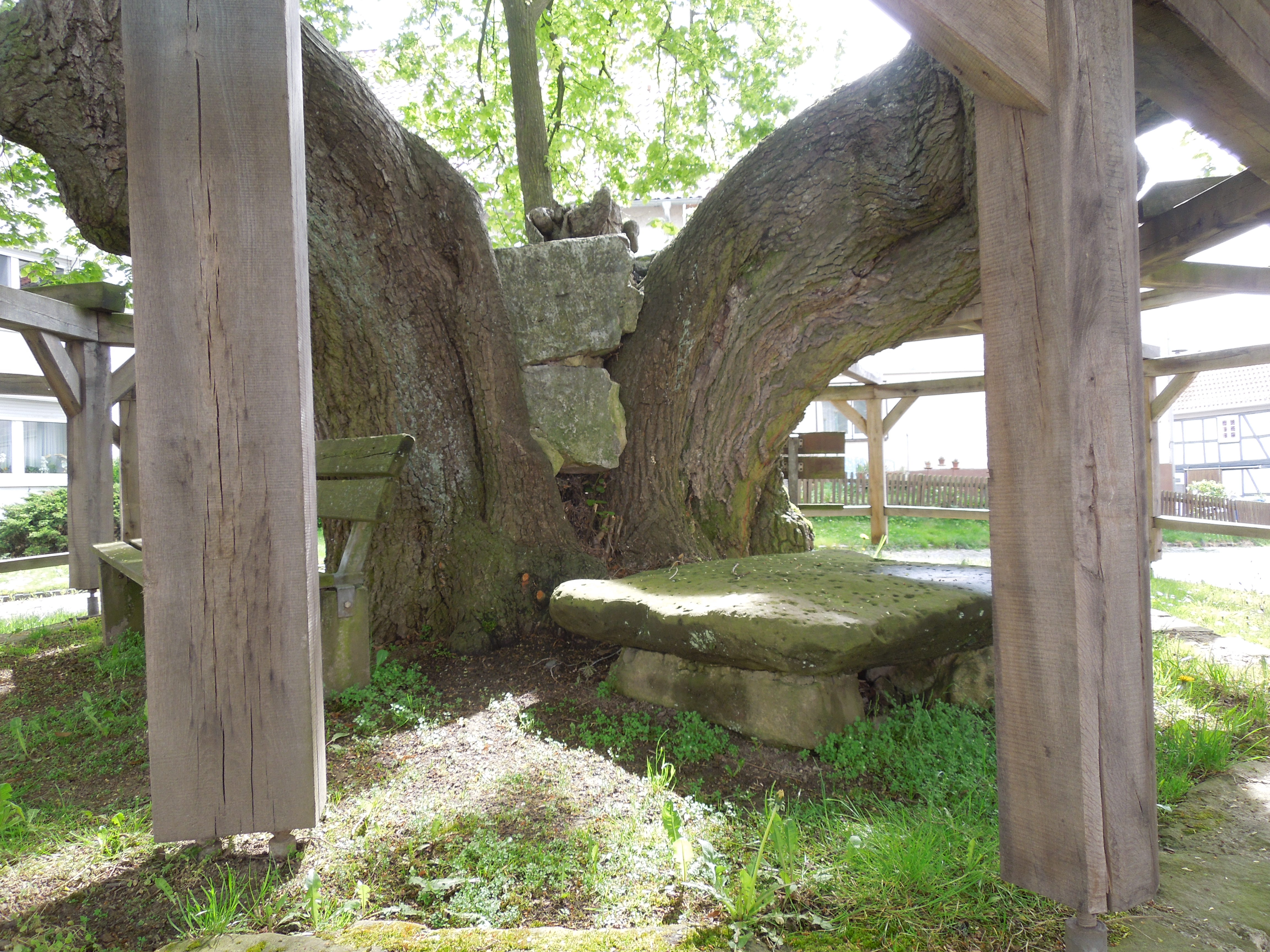
Dorflinde mit Gerichtsstein in Sebbeterode
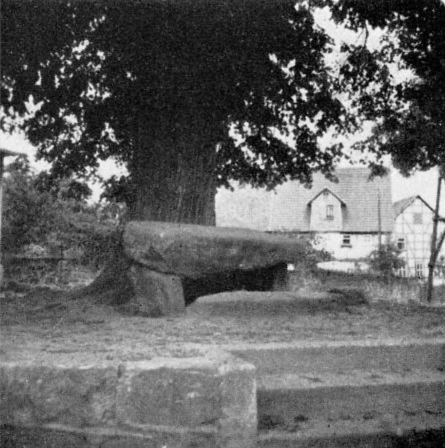
Steintisch an der Gerichtsstätte Lohfelden Vollmarshausen
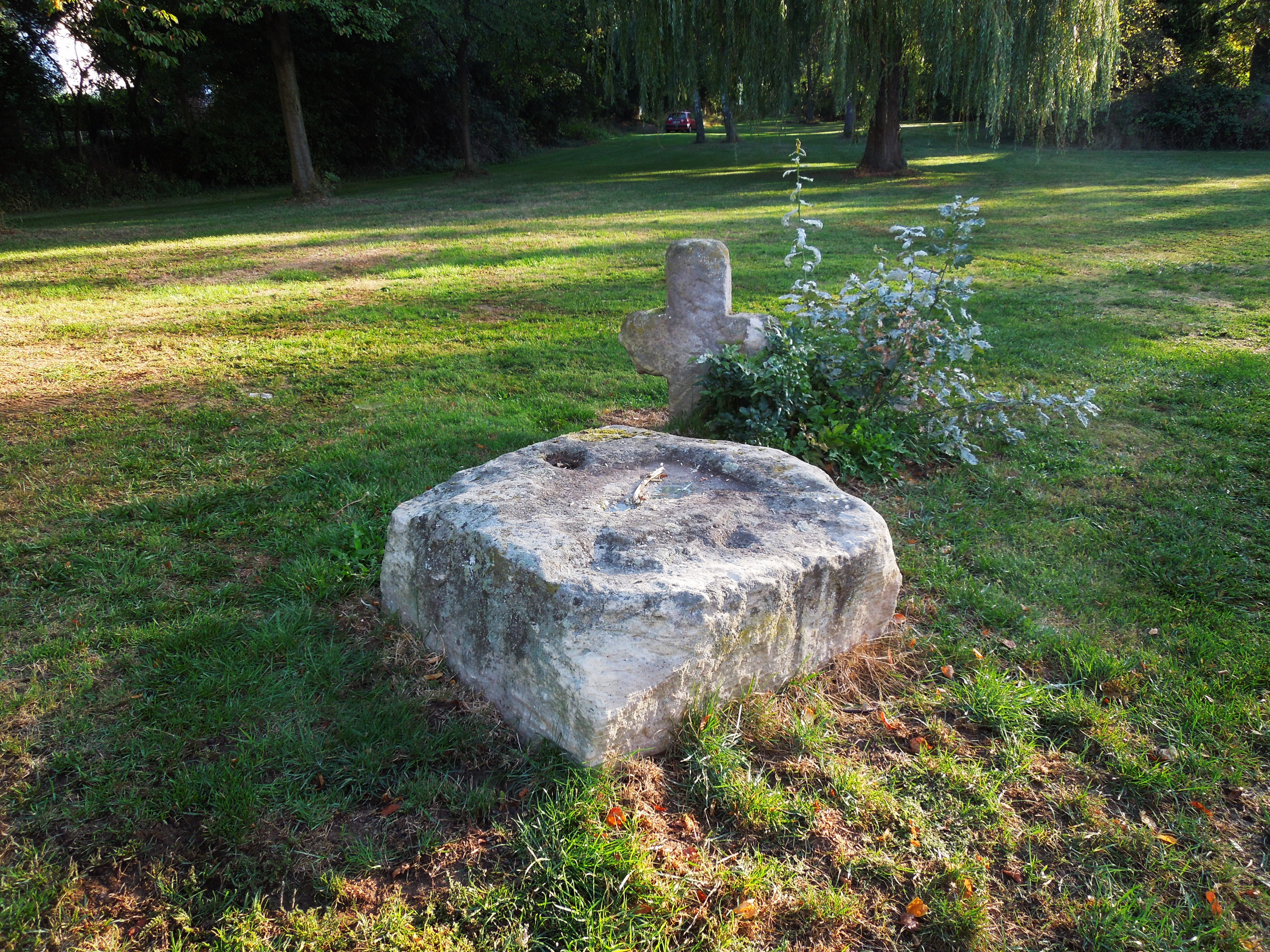
Gerichtsstein Fraumünsterkirche in Fritzlar
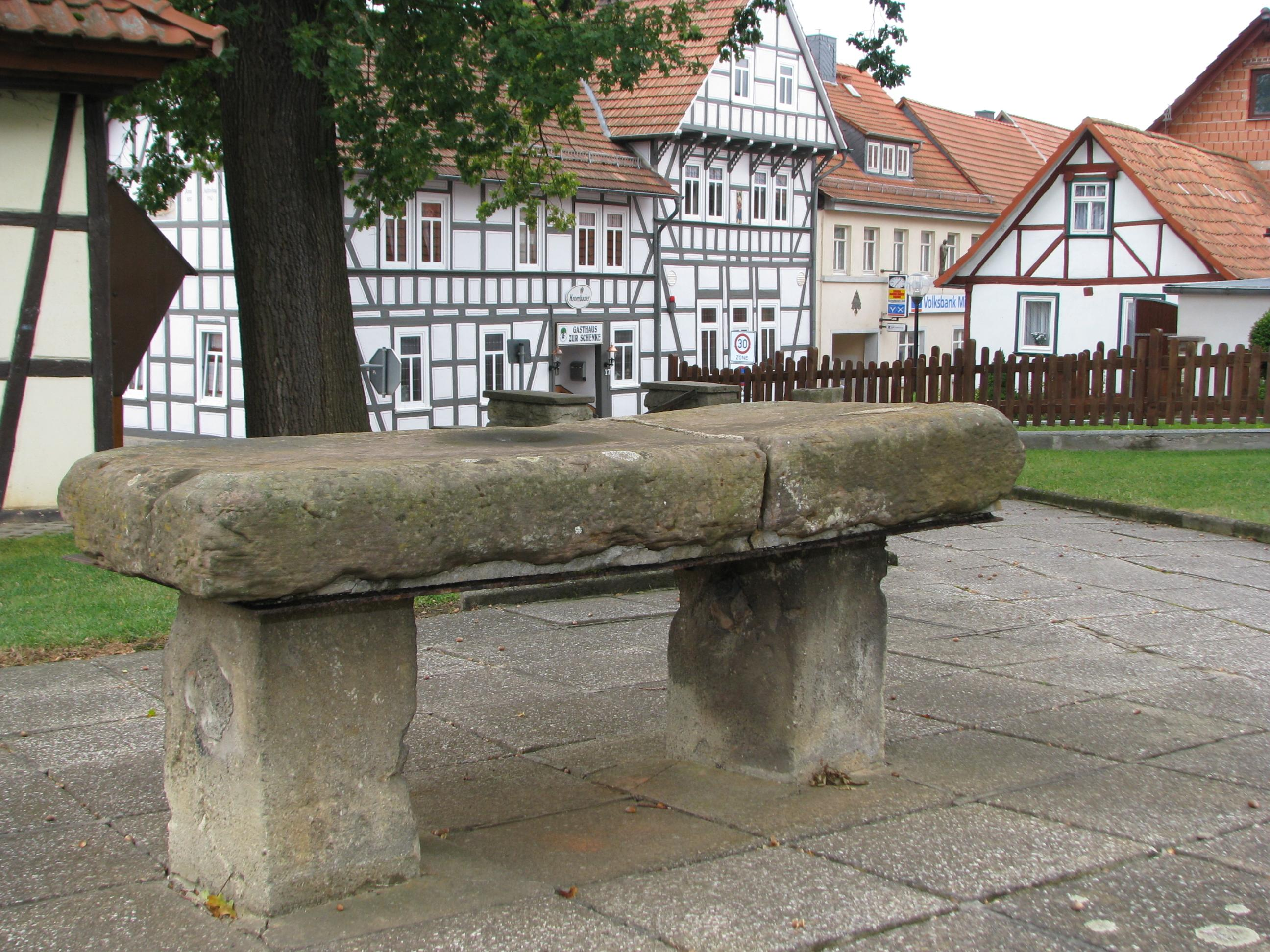
Angertisch in Bickenriede (Eichsfeld)
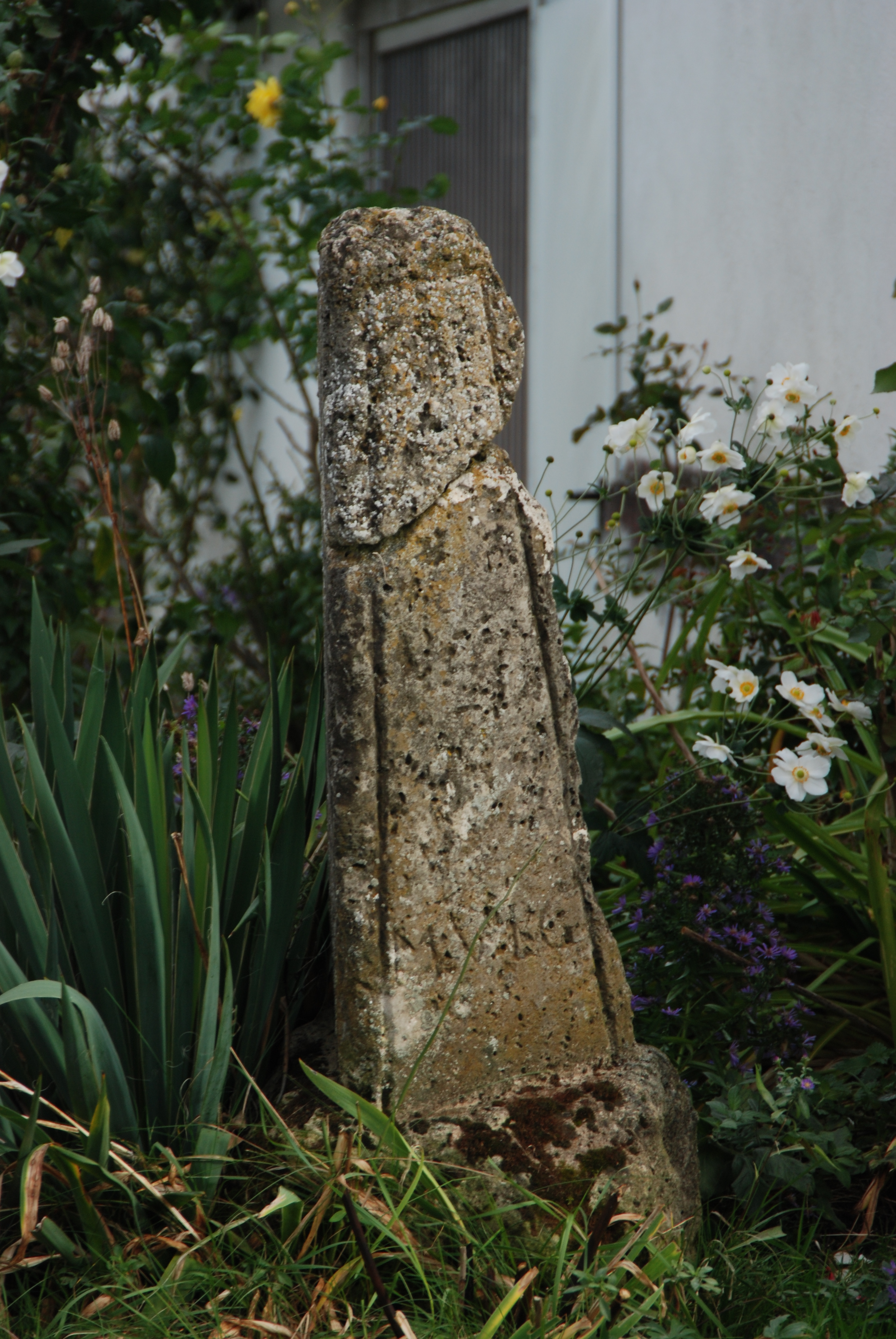
Gerichtsstein Fürstenfeld-Feldbach
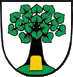
Wappen Berka vor dem Hainich mit Malstein

### Gerichtssteine als Gerichtsstätte
- Gerichtsstein auf dem Marktplatz von Bergen (Rügen)[19]
- Gerichtsstein in St. Georgen (Pustertal)[20]
- Gerichtsstein im Kirchhof der Evangelischen Pfarrkirche der Altstadt Sankt Kilian in Korbach (Hessen)[21]
- Weisenstein Viersen (Nordrhein-Westfalen)[22]
- Wittekindstein in Exter (Vlotho)
- Bauernsteine (südliches Sachsen-Anhalt, Hessen)[8]
- Thiesteine in (Niedersachsen, nördliches Sachsen-Anhalt)
- Verkündsteine im Raum Osnabrück (Nordrhein-Westfalen)

### Gerichtssteine als Grenzmarkierung
- Gerichtsstein in Silbitz[23]
- Gerichtsstein in Fürstenfeld-Feldbach (vgl. Gerichtsbezirk Fürstenfeld)
- ca. 60 Blaue Steine (Sachsen-Anhalt)[24]